# Elisabeth Silbereisen
Elisabeth Silbereisen (* um 1495; † 16. November 1541 in Straßburg) war die erste Ehefrau des Straßburger Reformators Martin Bucer. Sie stammte wohl aus Mosbach, kam als junge Frau ins Kloster Lobenfeld und verließ dieses bis spätestens 1522, dem Jahr ihrer Eheschließung mit Martin Bucer. Ab 1523 lebte sie mit Bucer in Straßburg und gebar 13 Kinder, von denen zwölf jedoch früh starben. Nach ihrem Tod stritt Bucer um die Rückzahlung der ins Kloster eingebrachten Aussteuer zur Versorgung des letzten noch lebenden, geistig behinderten Sohns Nathanael.

## Leben
Sie war die Tochter des Krämers Jakob Silbereisen, der als Zugewanderter in die angesehene Mosbacher Familie Pallas/Ballas eingeheiratet hatte. Elisabeth wird daher in verschiedenen Quellen auch als Elisabeth Pallas(in) genannt. Außer der Tochter Elisabeth hatten Jakob und Anna Silbereisen noch die ältere Tochter Anna sowie den wohl geistig behinderten Sohn Endris. Die Geburtsjahre der Kinder und die zeitliche Abfolge von Elisabeth und ihrem Bruder Endris sind unbekannt. Die 1511 verstorbenen Eltern haben den Kindern wohl ein stattliches Vermögen hinterlassen. Elisabeths Schwager Jakob Schmid wurde ab 1513 in Mosbach mit dem höchsten Abgabensatz von 7 bis 10 Gulden besteuert. Elisabeth selbst hatte 1513 4 Gulden Bede abzuführen. Dass sie als Steuerzahlerin geführt wird, bedeutet, dass sie beim Tod der Eltern 1511 bereits mündig, d. h. mindestens 16 Jahre alt gewesen sein muss, woraus sich die Schätzung ihres Geburtsjahres ableitet. 1514 zahlte sie nochmals Bede, die Mosbacher Bürgermeisterrechnung 1514/15 vermerkt auch noch 12 Gulden Nachsteuer für abgeführtes Vermögen, höchstwahrscheinlich für die zum Eintritt ins Kloster Lobenfeld nötige Aussteuer, die sie mangels verpachtbarer Grundstücke in bar erbracht haben dürfte.
Wann und warum sie Mosbach verlassen und ins Kloster Lobenfeld gekommen ist, ist nicht genau bekannt. Im Briefwechsel von Martin Bucer heißt es, sie sei 1514 ins Kloster eingetreten und elf Jahre dort gewesen, an anderer Stelle schreibt er von zwölf Klosterjahren. Verlassen hat sie das Kloster jedoch spätestens 1522, so dass ein Wegzug aus Mosbach bereits vor 1512 denkbar ist, während die bei Bucer erwähnte Jahreszahl 1514 ein Übertragungsfehler aus seiner schwer leserlichen Handschrift sein könnte. Beim Eintritt ins Kloster, der nach Aussagen von Bucer auf eine List der Verwandten hin erfolgte, hat Elisabeth gemäß dem Brief einer Priorin von 1557 eine Zahlung von 200 Gulden in Aussicht gestellt, so dass die Erbteilung beim Eintritt ins Kloster wohl noch nicht durchgeführt war. Hochgerechnet von der bezahlten Bede müsste außerdem in Mosbach auch noch ein größeres Vermögen geblieben sein, aus dem möglicherweise Schwester und Schwager zur alleinigen Versorgung des geistig behinderten Bruders schöpften.
Aus Elisabeths Klosterzeit ist in einem Brief Bucers an Pfalzgraf Friedrich von 1546 überliefert, dass sie im ersten Jahr onkentichen des closterlebens vnd haltens, ein schweren zufall erlitten (in Unkenntnis des Klosterlebens einen schweren Unfall erlitten hat). Dieser wurde in Worms behandelt und geheilt, wohin sie wohl vom Schwager begleitet wurde. Auch von sonstigen Krankheiten und weiteren Reisen zu Ärzten nach Worms ist bei Bucer die Rede. Die Lobenfelder Priorin urteilte gar in ihrem Schreiben von 1557, dass man Elisabeth nicht im Kloster aufgenommen hätte, wenn man von ihrer Krankheit gewusst hätte. Eine größere, wie auch immer geartete gesundheitliche Beeinträchtigung Elisabeths kann daher angenommen werden. In ihrer kränklichen Natur liegt möglicherweise auch der Grund dafür, dass sie ins Kloster kam. Schwester und Schwager könnten mit der Versorgung des Bruders Endris und ihrer eigenen Kinder ausgelastet gewesen sein und die kränkliche Elisabeth ins Kloster „abgeschoben“ haben, wohl die von Bucer erwähnte List.
Spätestens 1522 verließ sie das Kloster und heiratete Martin Bucer im Sommer des Jahres in Landstuhl. Woher sich das Paar kannte, ist unbekannt. Sie könnten sich jedoch in Heidelberg, wo das Kloster Lobenfeld Besitz hatte, in Worms, wo sich Bucer 1521 zeitweilig aufhielt, oder im Kloster Lobenfeld, wo Bucer 1521 ebenfalls gewesen sein könnte, kennengelernt haben. Bucer hielt die Heirat gemäß einer schriftlichen Mitteilung an Hector Poemer in Nürnberg vom 19. Januar 1523 zunächst geheim. Das Paar kam auf dem Weg nach Straßburg zu Beginn des Jahres 1523 nach Weißenburg im Elsass, wo Bucer sich auf Bitten des Pfarrers Heinrich Motherer für ein halbes Jahr als Prediger verpflichtete. Nach dem Tod des reformatorisch gesinnten Franz von Sickingen im Mai 1523 flohen Bucer und Motherer mit ihren schwangeren Frauen nach Straßburg. In Straßburg gab es Vorbehalte gegen den verheirateten Predikanten Bucer, dem Predigt und geistliche Handlungen vorerst untersagt wurden. Nachdem Bucer sich verteidigt hatte und weitere Geistliche in Straßburg heirateten, konnte Bucer 1524 eine Pfarrstelle annehmen.
Elisabeth starb 1541 an der Pest. Das Paar hatte insgesamt 13 Kinder, von denen beim Tode Elisabeths wohl bereits drei verstorben waren und im Zuge derselben Epidemie noch weitere zwei verstarben. Im Jahr nach Elisabeths Tod heiratete Bucer Wibrandis Rosenblatt, die Witwe des wenige Tage vor Elisabeth ebenfalls an der Pest gestorbenen Reformators Wolfgang Capito. Die Verbindung war ein Wunsch Elisabeth Silbereisens zur Versorgung der Nachkommen gewesen. Bei Bucers Weggang nach Cambridge 1549 lebte von den Kindern mit Elisabeth nur noch der geistig behinderte Sohn Nathanael, für dessen Versorgung sich Bucer seit 1546 um die Rückgabe von Elisabeths Aussteuer im Kloster Lobenfeld bemühte. Erst nach Bucers Tod und bereits im Zuge der Reformation der Kurpfalz und der Aufhebung der Klöster gewährte der Kurfürst 1559 eine Auszahlung von 100 Gulden.